# Alexandru G. Djuvara
Alexandru G. Djuvara (n. 20 decembrie 1858, București – d. 1 februarie 1913, București) a fost un politician și ministru de externe român, unchiul istoricului Neagu Djuvara.